# مونيكا غونزاليس (كاتبة)
مونيكا غونزاليس (بالإسبانية: Mónica González Mujica)‏ هي صحفية وكاتِبة تشيلية، ولدت في 24 أكتوبر 1949 في سانتياغو في تشيلي.